# 巨神と氷華の城
『巨神と氷華の城』（きょしんとひょうかのしろ）は、TriFスタジオ制作による日本のアニメ作品。長崎県南島原市を舞台としたプロモーションアニメで、2020年8月8日より長崎文化放送にて60秒のCMとしておよび「あに。」枠内で放送。YouTubeではディレクターズカット版が配信されている。当初は5月からの放送予定だったが、新型コロナウイルスの感染拡大の影響により延期された。
市が2014年から展開しているシティプロモーション事業の一環。YouTuberの死神が出演するほか、キャストやコーラス、背景画に南島原市の市民が参加している。
2019年11月ごろから制作スタッフが市内の景勝地などを参考に制作を進めたほか、登場する風景はフォトコンテストの優秀作品をもとに描かれる。

## あらすじ
長崎県南島原市に住む志郎と時八は、幼少期、マツジイと名乗る老人と共に巨人を探していた。2人が中学3年になったある日、年上の幼なじみ・茜が帰郷する。3人が市内を散策していると、ゴロンと名乗る不思議な生き物と出会う。
志郎は巨人探しをしていた頃の情熱を忘れてしまっているが、時八は現在も巨人の存在を信じており、2人の間には溝が生じていく。そんな中、時八がマツジイから貰ったペンダントが急に光り出し、時八は導かれて氷の巨人の封印を解き、その中に捕らわれてしまう。
そこに、マツジイが戻ってくる。マツジイのアドバイスにより、志郎も自身のペンダントを使い、ゴロンを炎の巨人として復活させる。2体の巨人はバトルを続け、ゴロンが勝利する。2体は元の大きさになり、長い眠りへと戻っていく。

## 登場キャラクター
志郎（しろう）
声 - 大谷祐貴
中学3年の男子生徒。元気な性格。
ゴロン
声 - 松岡禎丞
志郎たちの前に現れた謎の生物。好きな食べ物は素麺。
時八（ときや）
声 - 村瀬歩
志郎の幼なじみ。一人で過ごすのが好き。
茜（あかね）
声 - 高橋未奈美
20歳の大学生。進学とともに上京した。志郎と時八の姉のような存在。
マツジイ
声 - 多田野曜平
志郎と時八が小さいときに出会った謎の老人。
天草四郎
声 - 朴璐美
かつて南島原にいた英雄。

## スタッフ
- 監督・作画監督 - オカモト
- 副監督 - 大目貴之
- 脚本 - TriF
- キャラクターデザイン - オカモト、塗壁
- 巨神デザイン - 塗壁
- CGI監督・撮影監督 - 河村翔太
- 音響監督 - 高寺たけし
- 音響制作 - HALF H・P STUDIO
- 音楽 - 福田考代
- プロデューサー - 朝長孝至、平井裕一、大目貴之、平塚望曜
- アニメーションプロデューサー - 麻生秀一
- アニメーション制作 - TriFスタジオ
- 製作 - 南島原市、NCC長崎文化放送

## 主題歌
「ひまわりを追いかけて」
LieN -リアン-による主題歌。福田考代が作詞・作曲を、三谷朋世がボーカルを担当し、Mixは中田聖三が行っている。

## 各話リスト
| 話数  | 公開日        |
| ----- | ------------- |
| 第1話 | 2020年 8月8日 |
| 第2話 | 9月26日       |
| 第3話 | 11月14日      |
| 第4話 | 12月19日      |